# 五竜の滝
五竜の滝（ごりゅうのたき）は静岡県裾野市千福にある滝。

## 概要
黄瀬川と佐野川との合流点付近にある滝で、明治時代には佐野瀑園と呼ばれていた。裾野市中央公園内にある。高さ12メートル。全部で五条の滝から成り、向かって左側にある本流の三条の滝を雄滝、右側にある支流の二条の滝を雌滝という。それぞれ、雪解（ゆきどけ）・富士見（ふじみ）・月見（つきみ）・銚子（ちょうし）・狭衣（さごろも）と名付けられている。
約一万年前の富士山の噴火によって形成された富士溶岩層の断崖を落下している。玄武岩溶岩流の断面を観察することができる。新田次郎の小説「蒼氷」の中にもこの滝が登場する。1997年3月17日に静岡県指定天然記念物に指定されている。

## 所在地
静岡県裾野市千福7-1

## 中央公園内の他の施設等
国の重要文化財に指定されている旧植松家住宅や、吊り橋「五竜のかけはし」、太鼓橋「夢の橋」、若山牧水の歌碑などがある。
また、昭和の初めごろまでは五龍館ホテルがあり、五竜の滝下の吊り橋と並び、東海第一の旅館だった。
若山牧水も五龍館ホテルに宿泊し、歌集「野なかの瀧」「渓間の春」などを執筆している。
五龍館ホテルは1933年（昭和8年）ごろ人手に渡ったものの、現在は裾野市中央公園として、市民の憩いの場所となっている。